# Agriades zullichi
Agriades zullichi là một loài bướm thuộc họ Lycaenidae. Đây là loài đặc hữu của Tây Ban Nha.